# Могадор (улица)
У́лица Могадо́р (фр. La rue de Mogador) — улица одностороннего автомобильного движения в IX округе Парижа, Франция. Расположена в северной части города; начинается от площади Дягилева (Бульвар Осман) и тянется на север до улицы Победы. Имеет длину 300 метров и ширину 18 метров. Пересекается с улицами Прованс и Жубер.

## История
Улица получила своё название 15 августа 1844 года в честь захваченного французами города Могадор в Марокко.

## Транспорт

### Общественный
На улице Могадор находится один остановочный пункт общественного транспорта: «Осман-Могадор» (фр. Haussmann-Mogador). Он расположен на перекрёстке с улицей Прованс. Здесь делают остановки автобусные маршруты 68 и 81. Трамваи и троллейбусы по улице не ходят.
Собственных входов/выходов в метро улица не имеет. Ближайшие станции находятся на соседних улицах в пешей доступности.

### Автомобильный
Улица имеет две полосы одностороннего движения. Правая полоса — выделенная; предназначена для общественного транспорта.

## Примечательные здания и сооружения
- 1—8 и 10—12 — универмаг «Galeries Lafayette»;
- 25 — театр «Могадор».